# Tour du Poitou-Charentes 2007
Il Tour du Poitou-Charentes 2007, ventunesima edizione della corsa, si svolse dal 28 al 31 agosto 2007 su un percorso di 670 km ripartiti in 5 tappe, con partenza da Ruelle-sur-Touvre e arrivo a Poitiers. Fu vinto dal francese Thomas Voeckler della Bouygues Télécom davanti al suo connazionale Emilien-Benoit Bergès e all'olandese Lars Boom.

## Tappe
| Tappa  | Data      | Percorso                                      | km    | Vincitore di tappa | Leader cl. generale |
| ------ | --------- | --------------------------------------------- | ----- | ------------------ | ------------------- |
| 1ª     | 28 agosto | Ruelle-sur-Touvre > La Rochelle               | 187,9 | Chris Sutton       | Chris Sutton        |
| 2ª     | 29 agosto | La Rochelle > Cerizay                         | 173,1 | Yauheni Hutarovich | Chris Sutton        |
| 3ª     | 30 agosto | Mauléon > Chatellerault                       | 183,9 | Sébastien Chavanel | Chris Sutton        |
| 4ª     | 31 agosto | Jaunay-Clan > Jaunay-Clan (cron. individuale) | 20    | Bradley Wiggins    | Thomas Voeckler     |
| 5ª     | 31 agosto | Futuroscope > Poitiers                        | 105,8 | Jean-Eudes Demaret | Thomas Voeckler     |
| Totale | Totale    | Totale                                        | 670   |                    |                     |

## Dettagli delle tappe

### 1ª tappa
- 28 agosto: Ruelle-sur-Touvre > La Rochelle – 187,9 km

| Pos. | Corridore       | Squadra   | Tempo    |
| ---- | --------------- | --------- | -------- |
| 1    | Chris Sutton    | Cofidis   | 4h14'57" |
| 2    | Nicolas Vogondy | Agritubel | s.t.     |
| 3    | Niels Brouzes   | Auber '93 | s.t.     |

| Pos. | Corridore       | Squadra   | Tempo    |
| ---- | --------------- | --------- | -------- |
| 1    | Chris Sutton    | Cofidis   | 4h14'47" |
| 2    | Niels Brouzes   | Auber '93 | a 3"     |
| 3    | Thomas Voeckler | Bouygues  | s.t.     |

### 2ª tappa
- 29 agosto: La Rochelle > Cerizay – 173,1 km

| Pos. | Corridore          | Squadra                 | Tempo    |
| ---- | ------------------ | ----------------------- | -------- |
| 1    | Yauheni Hutarovich | Roubaix Lille Metropole | 4h12'13" |
| 2    | Steffen Radochla   | Wiesenhof               | s.t.     |
| 3    | Piotr Zielinski    | Bretagne Armor Lux      | s.t.     |

| Pos. | Corridore       | Squadra   | Tempo    |
| ---- | --------------- | --------- | -------- |
| 1    | Chris Sutton    | Cofidis   | 8h26'57" |
| 2    | Niels Brouzes   | Auber '93 | a 4"     |
| 3    | Thomas Voeckler | Bouygues  | s.t.     |

### 3ª tappa
- 30 agosto: Mauléon > Chatellerault – 183,9 km

| Pos. | Corridore                  | Squadra   | Tempo    |
| ---- | -------------------------- | --------- | -------- |
| 1    | Sébastien Chavanel         | FDJ       | 4h16'02" |
| 2    | Stefan van Dijk            | Wiesenhof | s.t.     |
| 3    | Mikel Gaztañaga Echeverria | Agritubel | s.t.     |

| Pos. | Corridore       | Squadra   | Tempo     |
| ---- | --------------- | --------- | --------- |
| 1    | Chris Sutton    | Cofidis   | 12h42'59" |
| 2    | Niels Brouzes   | Auber '93 | a 4"      |
| 3    | Thomas Voeckler | Bouygues  | s.t.      |

### 4ª tappa
- 31 agosto: Jaunay-Clan > Jaunay-Clan (cron. individuale) – 20 km

| Pos. | Corridore             | Squadra   | Tempo  |
| ---- | --------------------- | --------- | ------ |
| 1    | Bradley Wiggins       | Cofidis   | 24'09" |
| 2    | Emilien-Benoit Bergès | Agritubel | a 20"  |
| 3    | Lars Boom             | Rabobank  | a 26"  |

| Pos. | Corridore             | Squadra   | Tempo     |
| ---- | --------------------- | --------- | --------- |
| 1    | Thomas Voeckler       | Bouygues  | 13h07'39" |
| 2    | Emilien-Benoit Bergès | Agritubel | a 2"      |
| 3    | Lars Boom             | Rabobank  | a 8"      |

### 5ª tappa
- 31 agosto: Futuroscope > Poitiers – 105,8 km

| Pos. | Corridore          | Squadra            | Tempo    |
| ---- | ------------------ | ------------------ | -------- |
| 1    | Jean-Eudes Demaret | FDJ                | 2h26'47" |
| 2    | Jean-Luc Delpech   | Bretagne Armor Lux | s.t.     |
| 3    | Maarten Wynants    | Quick Step         | s.t.     |

| Pos. | Corridore             | Squadra   | Tempo     |
| ---- | --------------------- | --------- | --------- |
| 1    | Thomas Voeckler       | Bouygues  | 15h38'51" |
| 2    | Emilien-Benoit Bergès | Agritubel | a 2"      |
| 3    | Lars Boom             | Rabobank  | a 8"      |

## Classifiche finali

### Classifica generale
| Pos. | Corridore             | Squadra                | Tempo     |
| ---- | --------------------- | ---------------------- | --------- |
| 1    | Thomas Voeckler       | Bouygues Télécom       | 15h38'51" |
| 2    | Emilien-Benoit Bergès | Agritubel              | a 2"      |
| 3    | Lars Boom             | Rabobank               | a 8"      |
| 4    | David Bernabéu        | Fuerteventura-Canarias | a 23"     |
| 5    | Lukasz Bodnar         | Intel-Action           | a 34"     |
| 6    | Huub Duyn             | Team Slipstream        | a 35"     |
| 7    | Jurgen Van De Walle   | Quick Step             | a 41"     |
| 8    | Bartosz Huzarski      | Intel-Action           | a 49"     |
| 9    | Christophe Edaleine   | Crédit Agricole        | a 55"     |
| 10   | Manuel Lloret         | Fuerteventura-Canarias | a 57"     |